# They (singolo)
They è il primo singolo pubblicato di Jem dal suo album d'esordio Finally Woken.
La canzone divenne il suo singolo più popolare, raggiunse la sesta posizione nella classifica del Regno Unito. Il brano è stato usato in serie televisive come Crossing Jordan e Grey's Anatomy e ne è stata eseguita una cover in lingua cinese da una popolare cantante di Taiwan, Jolin Tsai, per un spot pubblicitario dell'azienda telefonica Motorola.
Il singolo They è stato usato per molti spot pubblicitari anche in Italia.
Il pezzo si basa sul Preludio e Fuga in Fa minore, BWV 881 di Johann Sebastian Bach

## Tracce
They Pt. 1
1. They
2. Maybe I'm Amazed

They Pt. 2
1. They (Album Version)
2. They (Cut Chemist Remix)
3. They (Mdk & Ayesha Mix)
4. They (Video)

## Il video
La cantante ha prodotto due differenti versioni del video di They.

## Classifiche
| Chart (2005) | posizione |
| ------------ | --------- |
| Regno Unito  | 6         |
| Irlanda      | 8         |
| Austria      | 15        |
| Italia       | 31        |
| Grecia       | 8         |
| Australia    | 28        |